# اسامه اومری
اسامه اومری (عربی: أسامة أومري ؛ زادهٔ ۱۰ ژانویهٔ ۱۹۹۲) یک بازیکن فوتبال اهل سوریه است.
از باشگاه‌هایی که در آن بازی کرده‌است می‌توان به باشگاه ورزشی الوحده سوریه اشاره کرد.
وی همچنین در تیم‌های ملی فوتبال زیر ۲۰ سال سوریه و زیر ۲۳ سال سوریه و بزرگسالان سوریه بازی کرده است.